# The Starship
 (août 2023).
The Starship est un Boeing 720 connu pour avoir, de 1973 à 1976, été utilisé pour les déplacements de Led Zeppelin et d'autres groupes pour leurs tournées en Amérique du Nord.

## Origine de l'avion
The Starship est un Boeing 720. Le Boeing 720 est une version du Boeing 707 destinée aux vols intérieurs américains, se distinguant du 707-120 par un fuselage légèrement raccourci, une capacité en carburant réduite et des équipements de navigation quelque peu simplifiés. The Starship est d'ailleurs le premier 720 produit. Sorti d'usine en 1959, portant le numéro de série 17907 et l'immatriculation N7201U, il vole pour United Airlines jusqu'en 1973. Au sein de United, l'avion est baptisé Walter Varney (en).

## Utilisation pour les groupes de musique
En 1973, l'avion est racheté par Contemporary Entertainment, société spécialisée de transport à la demande. Il ne change pas d'immatriculation, restant basé aux États-Unis. Son aménagement intérieur est complètement refait pour le transport privé, initialement pour la tournée nord-américaine de Led Zeppelin en 1973 avec seulement 40 sièges (alors qu'un 720 en « tout économique » transporte plus de 150 passagers), un bar, un canapé de neuf mètres de long face au bar, une douche, une chambre à coucher... Il reçoit aussi une livrée au nom de Led Zeppelin. 
Le fait d'avoir cet avion à disposition permet à Led Zeppelin de ne pas changer d'hôtel tous les soirs. Le groupe reste basé dans une grande ville, et fait des aller-retours quotidiens vers les sites des concerts. 
The Starship est utilisé pour ce genre de transport de 1973 à 1976, convoyant des groupes ou des musiciens comme The Rolling Stones, Alice Cooper, Deep Purple, The Allman Brothers Band, Elton John, Bob Dylan, John Lennon, Frank Sinatra, et Sonny & Cher.

## Fin de carrière
En 1977, l'avion est racheté par Bank of America qui le loue à des compagnies charter. Il est remisé à l'Aéroport de Londres-Luton en 1979 puis démantelé, des pièces étant récupérées pour d'autres appareils.